# Tara Air
Tara Air Pvt. Ltd. (Тара Ейр, неп. तारा एयरलाईन्स) — авіакомпанія в Непалі, що базується в Катманду і  яка займається внутрішніми авіаперевезеннями. Є дочірньою компанією Yeti Airlines.

## Історія

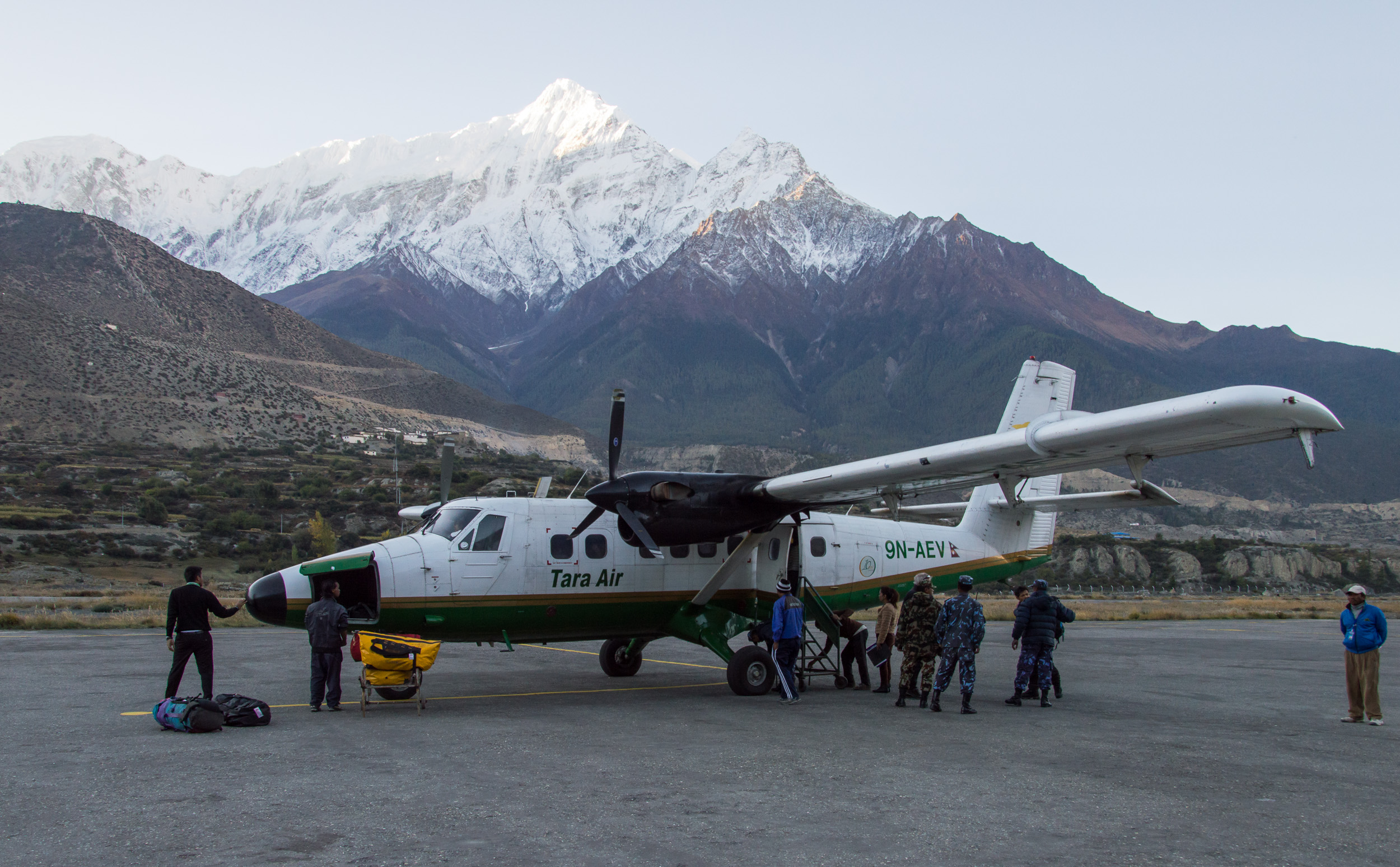
Літак DHC-6 Twin Otter авіакомпанії Tara Air в аеропорту Джомсома

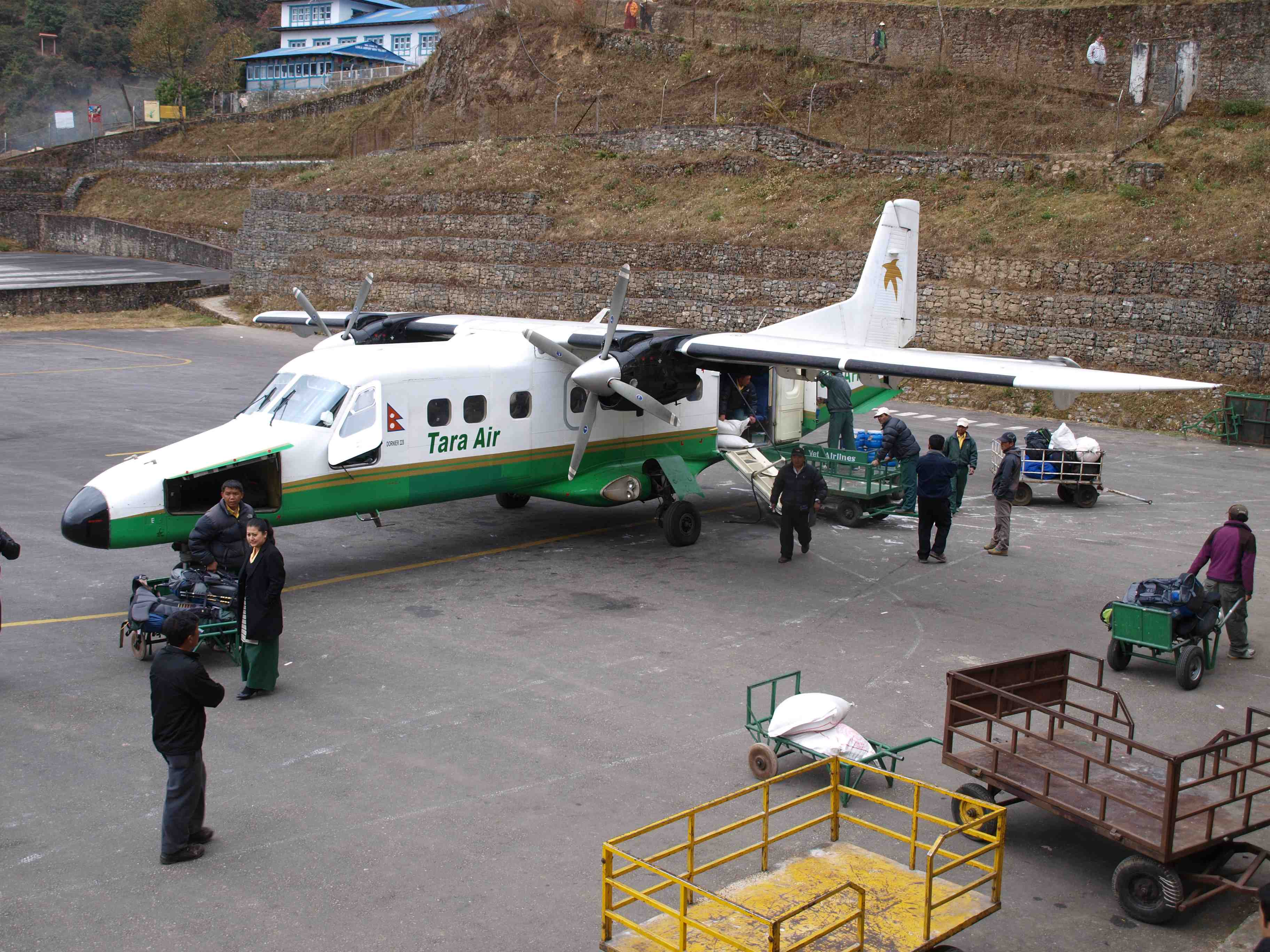
Літак Dornier Do 228 авіакомпанії Tara Air а аеропорту Луклы

Tara Air була заснована в 2009 році як дочірнє підприємство авіакомпанії Yeti Airlines. Флот Tara Air склали літаки укороченого зльоту і посадки, що раніше належали Yeti Airlines.

## Флот
Станом на 2013 рік флот Tara Air складається з:
- 2 літака Dornier Do 228
- 4 літака De Havilland Canada DHC-6 Twin Otter

## Географія польотів
Рейси Tara Air пов'язують великі міста Непалу з віддаленими населеними пунктами, які знаходяться у високогірній місцевості. Станом на 2013 рік у списку пунктів призначення входять:
| Пункт призначення | Код (ІАТА) |
| ----------------- | ---------- |
| Катманду          | KTM        |
| Баджура           | BJU        |
| Джомсом           | JMO        |
| Джумла            | JUM        |
| Долпа             | DOP        |
| Ламиданда         | LDM        |
| Лукла             | LUA        |
| Непалгандж        | KEP        |
| Покхара           | PKR        |
| Пхаплу            | PPL        |
| Рара              | TAL        |
| Румджатар         | RUM        |
| Сімікот           | IMK        |
| Суркхет           | SKH        |